# Gibasówka (szczyt)
Gibasówka (841 m), zwana też Małym Gibasowym Groniem – szczyt w Paśmie Łamanej Skały w Beskidzie Małym (a dokładniej w jego części zwanej Pasmem Łysiny). Znajduje się pomiędzy Gibasów Wierch (Wielki Gibasów Groń, 890 m) a Czarnymi Działami. Jego północne stoki opadają ku dolinie potoku Kocierzanka, południowe – ku Ślemieniowi. Wierzchołek Gibasówki oraz rozległą i dość płaską przełęcz Gibasowe Siodło pomiędzy Gibasówką a Gibasowym Groniem zajmuje duża polana Gibasy. Jest na niej kapliczka i chatka Gibasówka. Z odkrytych łąk Gibasówki rozciąga się szeroka panorama widokowa zarówno na południową, jak i północną stronę.
Północny stok Gibasówki trawersuje zielony szlak z Kocierza Rychwałdzkiego do Krzeszowa. Na zachodnim grzbiecie Gibasówki znajduje się duży ostaniec skalny – trzymetrowej wielkości głaz zbudowany ze zlepieńców z piaskowcową żyłą.
Gibasówka znajduje się w granicach wsi Ślemień w województwie śląskim, w powiecie żywieckim. Nazwa polany i szczytu pochodzi od nazwiska Gibas. Przez miejscową ludność obydwa szczyty wznoszące się nad polaną Gibasy przez miejscową ludność nazywane były Gibasami. Aby je rozróżnić, Komisja Turystyki Górskiej Oddziału PTTK w Wadowicach w 1981 r. wierzchołkowi wschodniemu nadała nazwę Wielki Gibasów Groń, a zachodniemu Mały Gibasów Groń. Jednak w państwowym rejestrze nazw geograficznych wierzchołek zachodni ma nazwę Gibasówka, a wschodni Gibasów Wierch.
Szlaki turystyczne
 Kocierz Rychwałdzki – Łysina – Przełęcz Płonna – Kucówki – Czarne Działy – Gibasówka – Gibasów Wierch – Przełęcz pod Madohorą – Madohora – rozstaje Anuli – Smrekowica – rozdroże pod Smrekowicą – Suwory – Krzeszów.

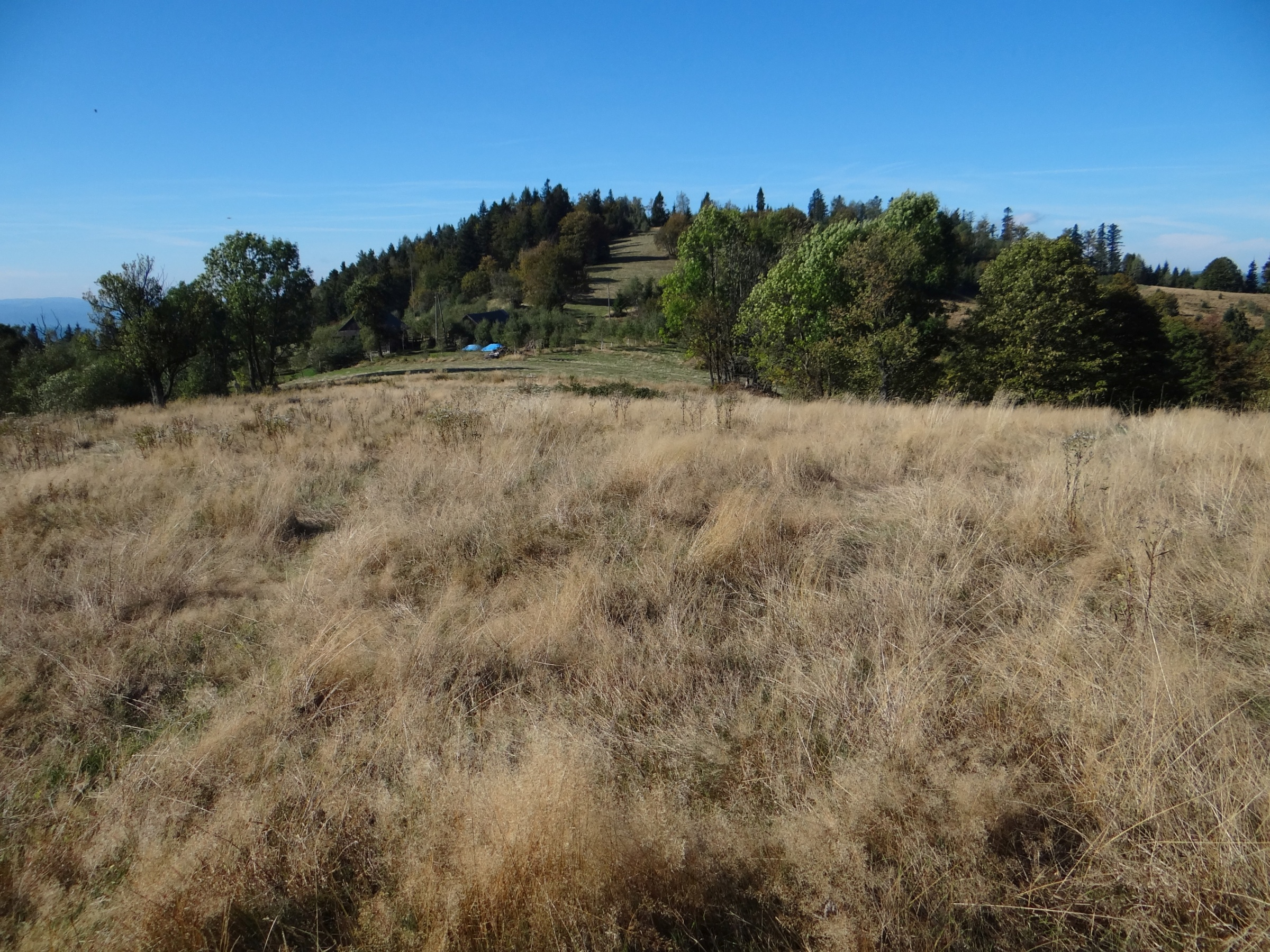
Gibasowe Siodło i Gibasówka